# بلنصورة
قرية بلنصورة  هي إحدى القرى التابعة لمركز أبو قرقاص بمحافظة المنيا في جمهورية مصر العربية. حسب إحصاءات سنة 2006، بلغ إجمالي السكان في بلنصورة 13636 نسمة، منهم 6853 رجلا و6783 امرأة.